# داني كولومب
داني كولومب (بالإنجليزية: Daniel Coulombe)‏ هو لاعب كرة قاعدة أمريكي، ولد في 26 أكتوبر 1989 في سكوتسديل في الولايات المتحدة.

## وصلات خارجية
- داني كولومب على موقع دوري كرة القاعدة الرئيسي (الإنجليزية)
- داني كولومب على موقعبيزبول رفرنس.كوم (الدوري الرئيسي) (الإنجليزية)
- داني كولومب على موقعبيزبول رفرنس.كوم (الدوري الثانوي) (الإنجليزية)
- داني كولومب على موقع إي إس بي إن.كوم (أم.أل.بي) (الإنجليزية)
- داني كولومب على موقع مشجعي الرسوم البيانية (الإنجليزية)